# Porsche Cayenne (Typ 9PA)
Der Porsche Cayenne (Typ 9PA, unternehmensintern E1) ist ein Sport Utility Vehicle (SUV) der Porsche AG. Der Cayenne wurde zwischen Dezember 2002 und Mai 2010 auf dem deutschen Markt angeboten.

## Entwicklung

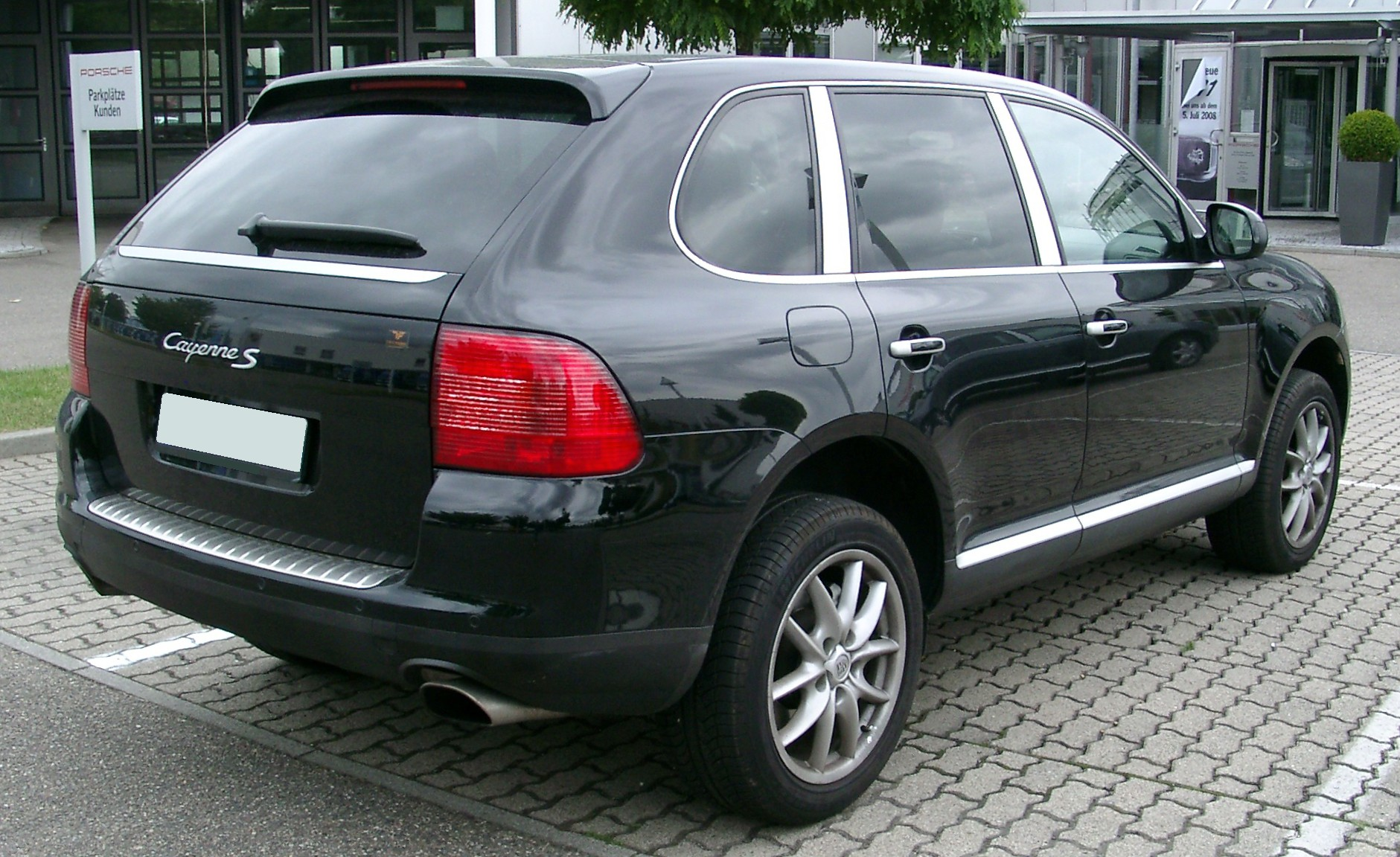
Heckansicht des Cayenne S

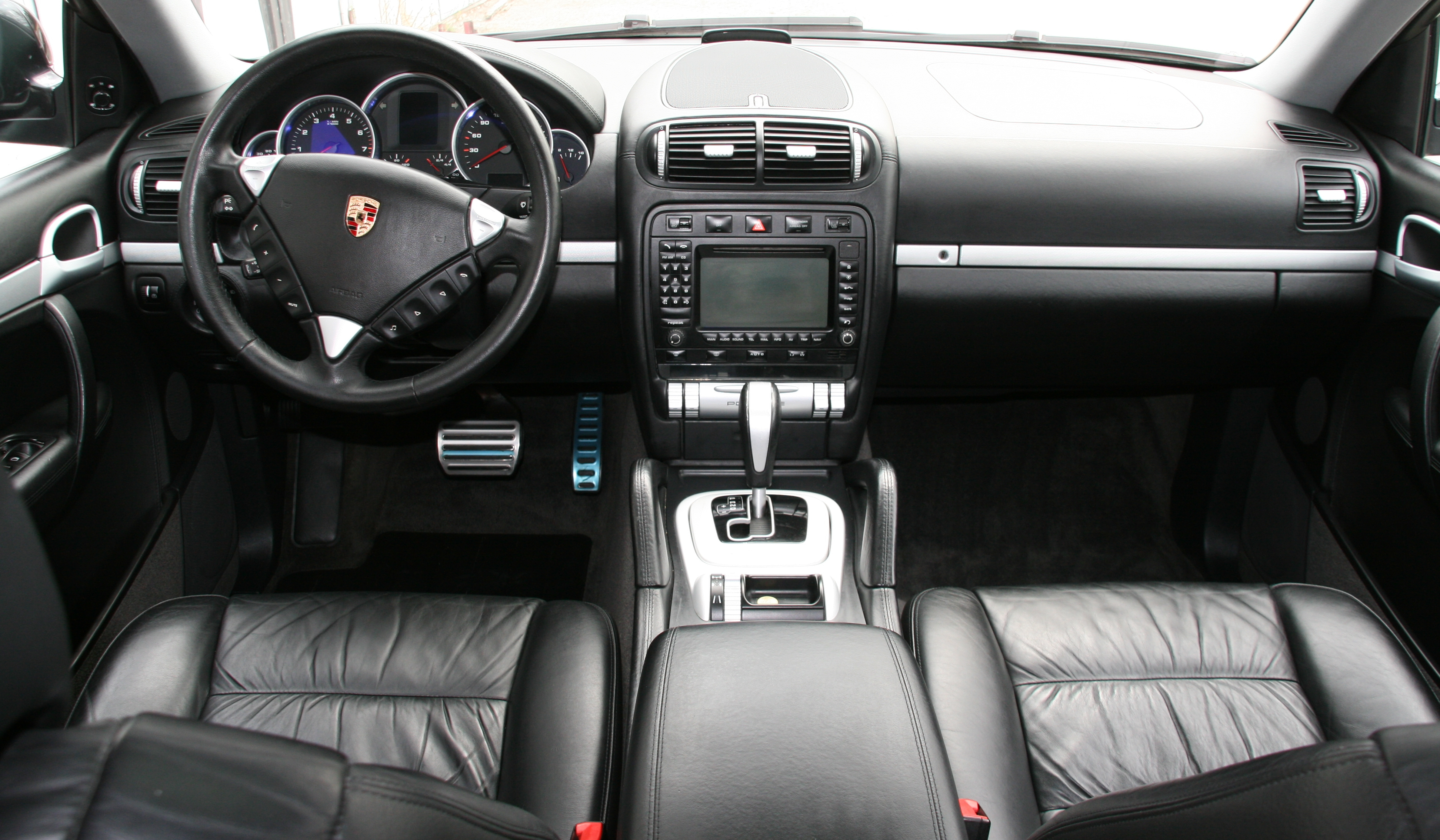
Armaturenbrett des Cayenne S

Der Porsche Cayenne ist ein sportliches Mehrzweckfahrzeug mit erhöhter Bodenfreiheit, variablem Laderaum und einem permanenten Allradantrieb.
Mit dem Touareg von Volkswagen und dem Q7 der Volkswagen-Tochter Audi teilt er sich eine gemeinsame Plattform. Fahrwerk- sowie Elektrik- und Karosseriebauteile sind weitestgehend identisch. In allen Fahrzeugen kommen (Klein-)Teile aus dem ganzen Volkswagenkonzern zum Einsatz. Ein Teil der Produktion des Cayenne sowie seiner Schwestermodelle erfolgt bei Volkswagen Slovakia (Slowakei).
Von dieser Kooperation profitieren die Partner vor allem auf der Kostenseite, da ein Teil der Entwicklungskosten auf alle Fahrzeuge verteilt werden konnte.
Der Cayenne war damals das schnellste SUV, welches in Serie gefertigt wurde. Aufgrund seines aufwändigen Allradantriebs mit dynamischer Längssperre und der Luftfederung (teilweise optional) besitzt er auch gute Geländeeigenschaften. Allerdings schränken die üblicherweise montierten, auf hohe Geschwindigkeiten ausgelegten Niederquerschnittsreifen die Geländetauglichkeit teilweise stark ein.
Im Porsche-Werk Leipzig werden die aus Bratislava angelieferten Cayenne-Karosserien mit den aus Zuffenhausen kommenden Motoren versehen.
Für das Unternehmen Porsche stellte der Cayenne ein Erfolgsmodell dar. Im Geschäftsjahr 2003/2004 war er mit 39.900 verkauften Einheiten die beliebteste Porsche-Baureihe. Rund 40 Prozent des Cayenne-Gesamtabsatzes wurden in Nordamerika erzielt. 2005/2006 gingen die Verkaufszahlen des Cayenne um fast 30 Prozent zurück, im wichtigen nordamerikanischen Markt sogar um fast 45 Prozent. Im Februar 2007 kam eine überarbeitete Version des Cayennes auf den Markt. Das Konzernergebnis des Geschäftsjahres 2007/2008 sah in Bezug auf den Cayenne wie folgt aus: Die Produktion belief sich auf 48.497 Einheiten (+34,1 Prozent zu 2005/2006), von denen weltweit 45.478 Exemplare verkauft werden konnten (+34 Prozent zu 2005/2006).

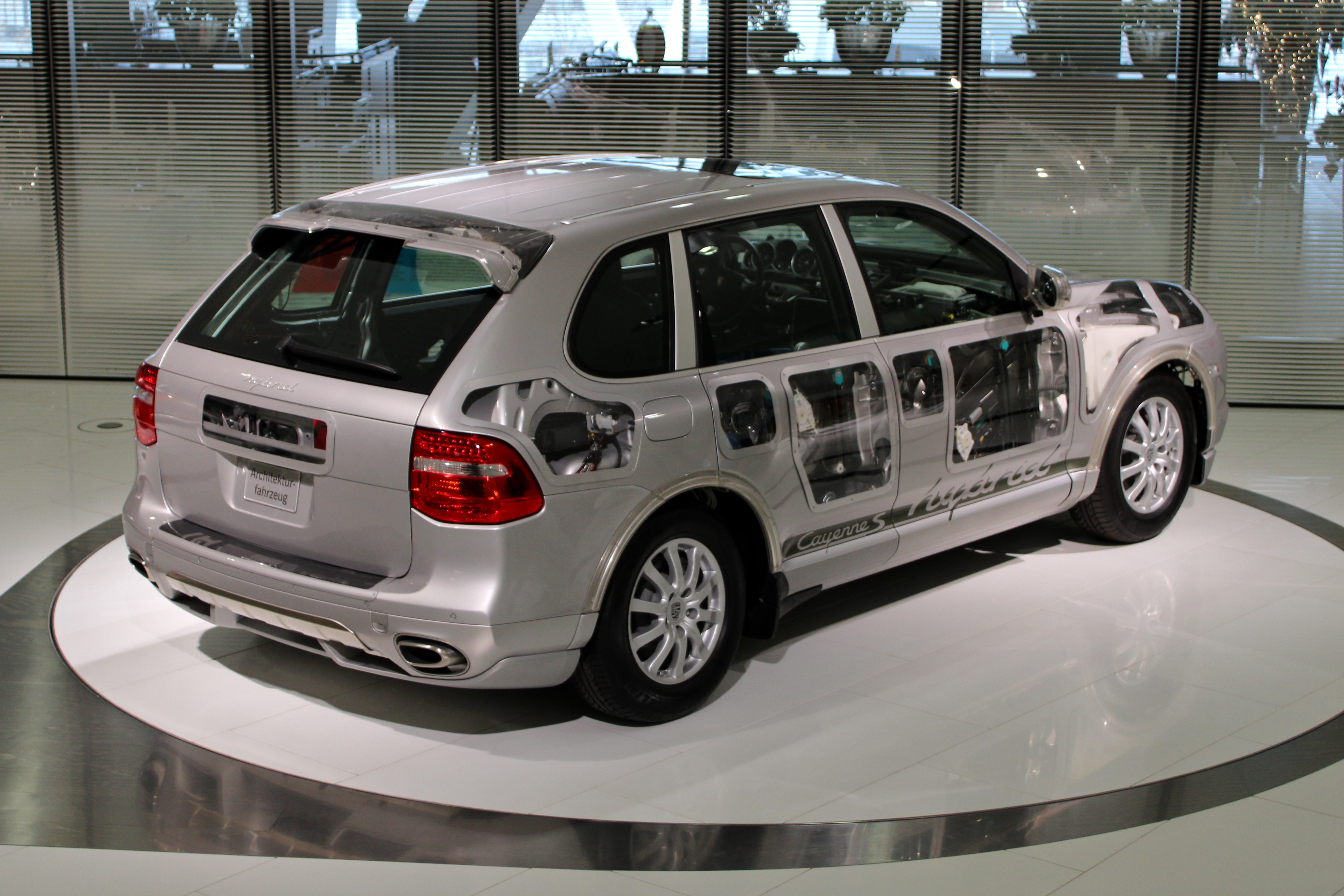
Porsche Cayenne S Hybrid Architekturfahrzeug

Der Hybridantrieb des Nachfolgemodells wurde im Cayenne der ersten Generation entwickelt. Auf der IAA 2007 wurde mit dem Porsche Cayenne S Hybrid Architekturfahrzeug ein erster Ausblick auf ein Hybrid-Modell der Marke präsentiert.

## Benennung
Cayenne wird [kaˈjɛn] ausgesprochen, wie Cayenne, die Hauptstadt Französisch-Guayanas, und der Cayennepfeffer. Die vielfach gehörten falschen Aussprachevarianten [tʃaˈjɛn] und [tʃeˈjɛn] stehen für den Indianerstamm Cheyenne (der wiederum richtig [ʃeˈjɛn] ausgesprochen wird).

## Motoren (2002–2007)

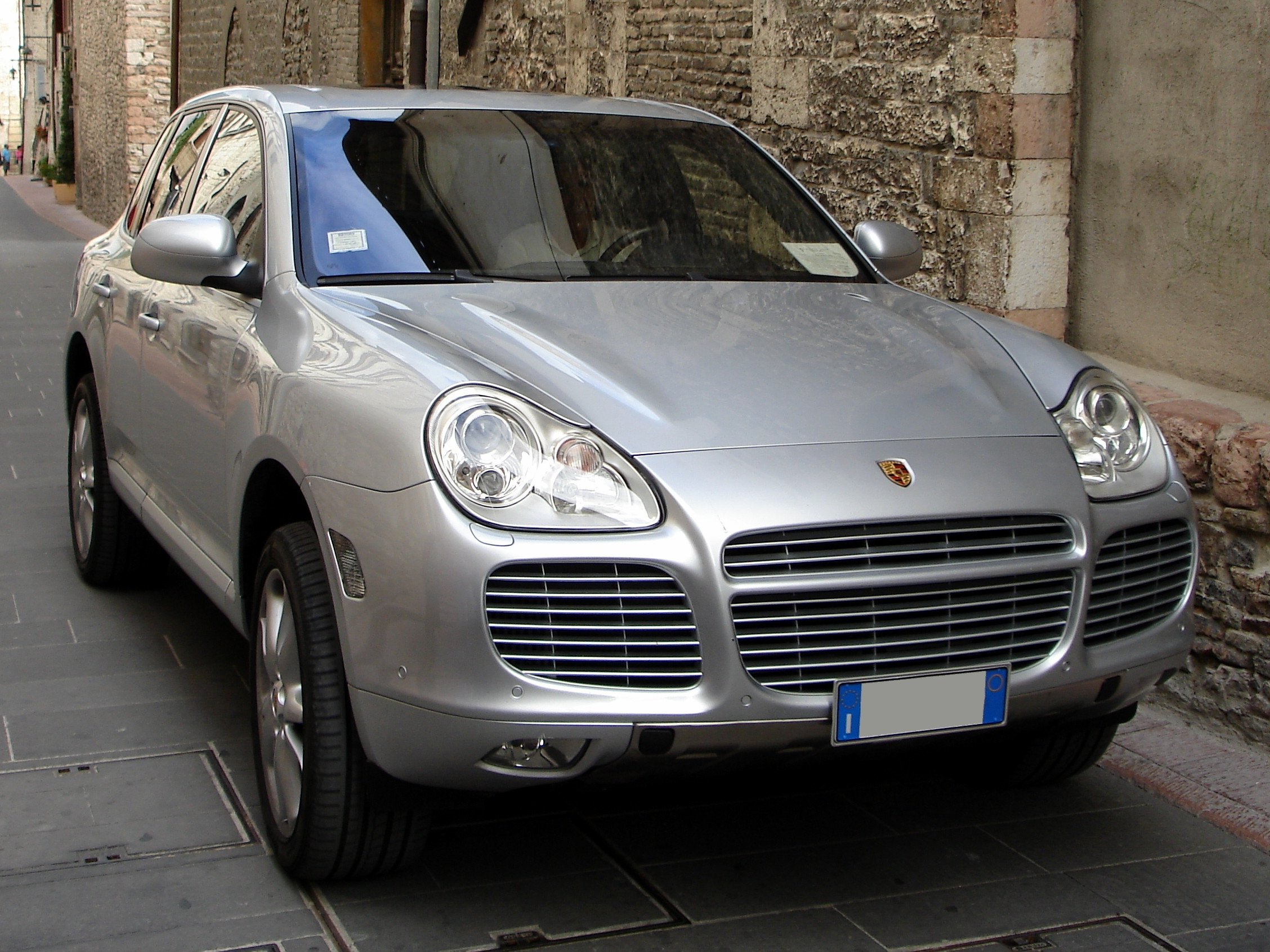
Porsche Cayenne Turbo (2002–2007)

| Modell             | Hubraum  | Bauart | Leistung                     | max. Drehmoment          | 0–100 km/h | Vmax     | Verbrauch (ECE) |
| ------------------ | -------- | ------ | ---------------------------- | ------------------------ | ---------- | -------- | --------------- |
| Cayenne            | 3189 cm³ | VR6    | 184 kW (250 PS) bei 6000/min | 310 Nm bei 2500–5500/min | 9,1 s      | 214 km/h | 13,2 l          |
| Cayenne S          | 4511 cm³ | V8     | 250 kW (340 PS) bei 6000/min | 420 Nm bei 2500–5500/min | 6,8 s      | 242 km/h | 14,9 l          |
| Cayenne Turbo      | 4511 cm³ | V8     | 331 kW (450 PS) bei 6000/min | 620 Nm bei 2250–4750/min | 5,6 s      | 266 km/h | 15,7 l          |
| Cayenne Turbo WLS* | 4511 cm³ | V8     | 368 kW (500 PS) bei 6000/min | 700 Nm bei 2250–4500/min | 5,3 s      | 270 km/h | 15,7 l          |
| Cayenne Turbo S    | 4511 cm³ | V8     | 383 kW (521 PS) bei 5500/min | 720 Nm bei 2750–3750/min | 5,2 s      | 270 km/h | 15,7 l          |

*(Werksleistungssteigerung)

## Modellpflege

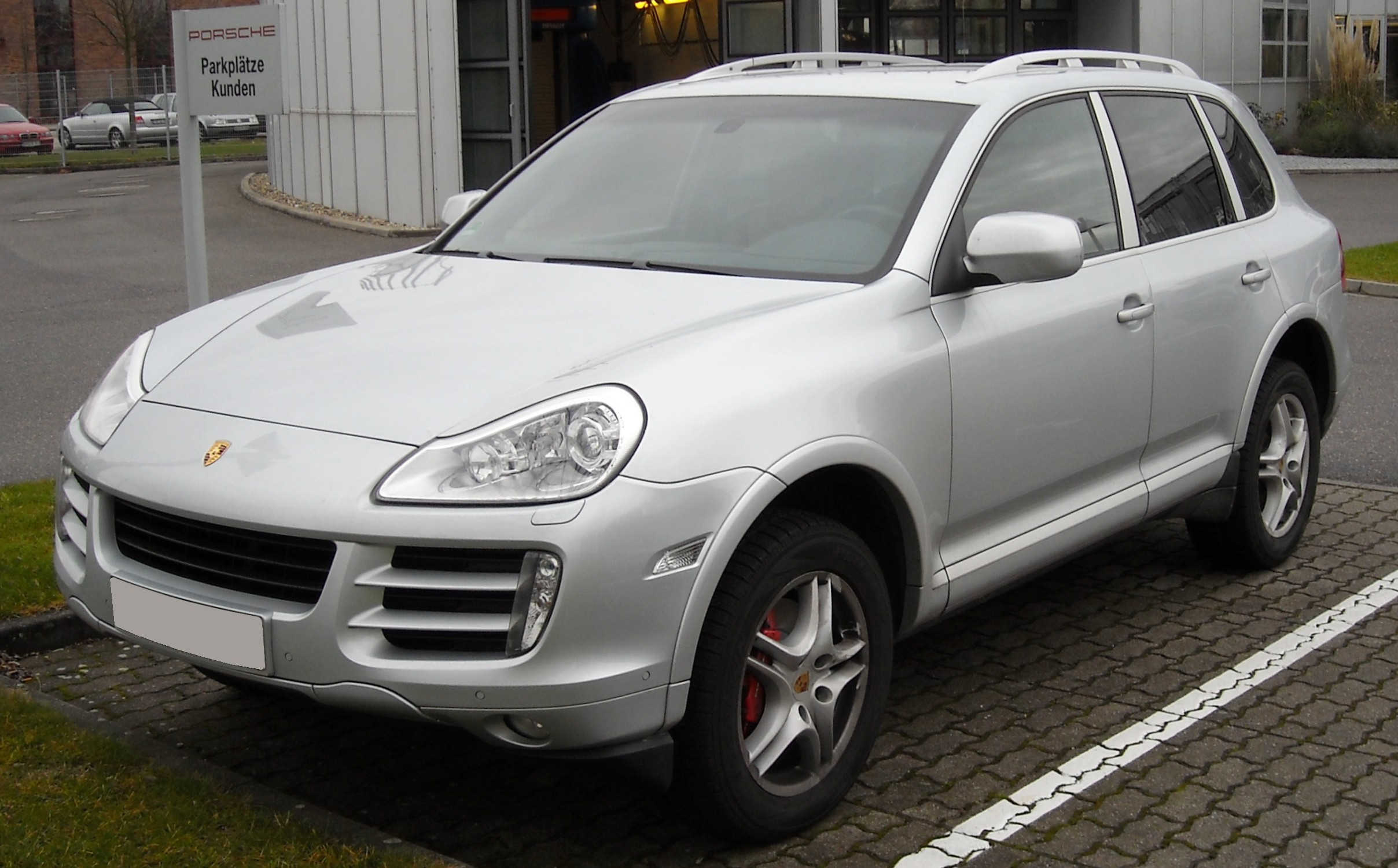
Porsche Cayenne (2007–2010)

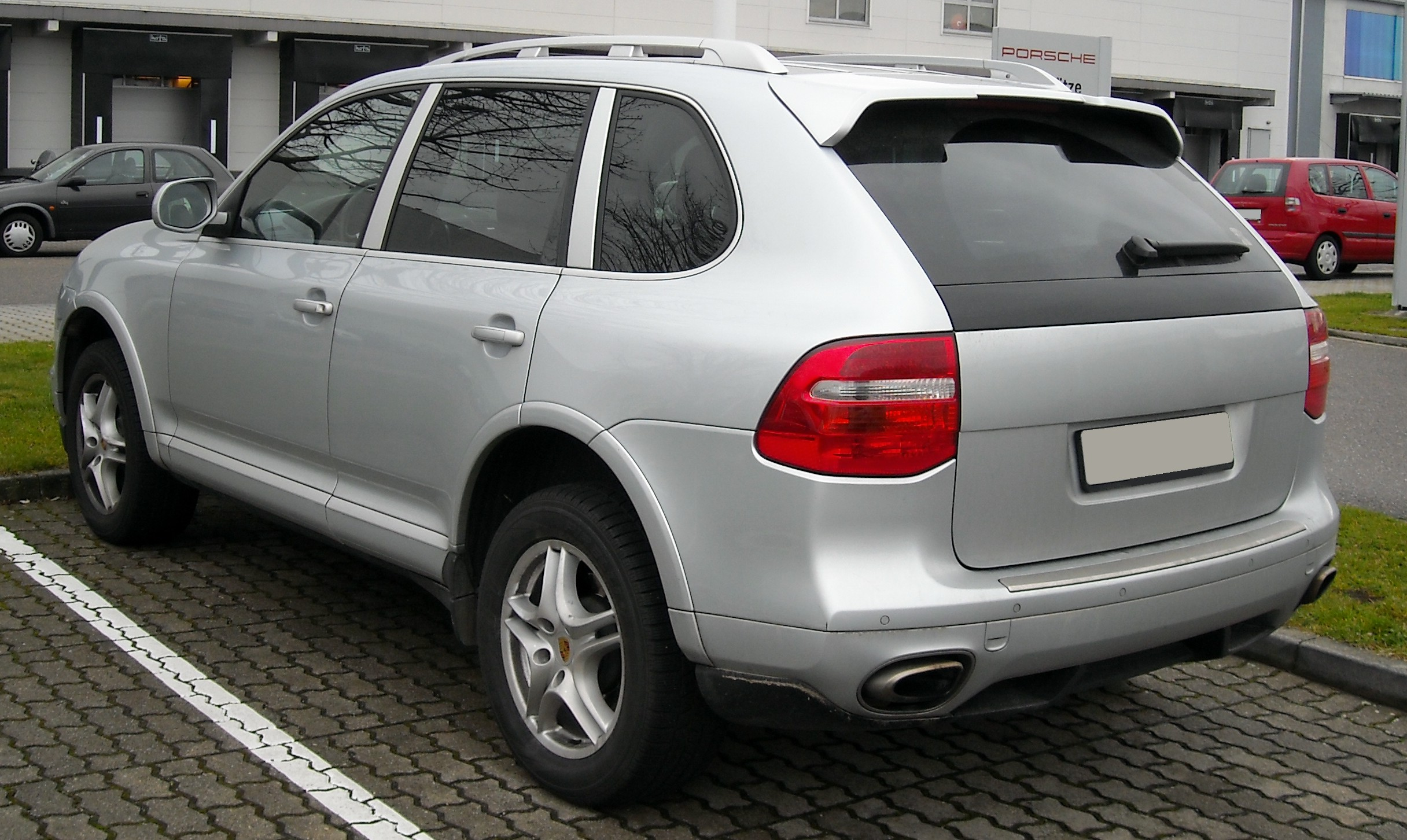
Heckansicht

Ab 24. Februar 2007 kam der Cayenne in einer überarbeiteten Version auf den Markt. Premiere feierte auf der IAA 2007 außerdem der Cayenne GTS.
Die größten Änderungen betrafen die Motoren. Durch Einsatz von Direkteinspritzung sollte der Verbrauch um 8 Prozent gesenkt werden. Laut Porsche sind sogar bis zu 15 Prozent weniger Verbrauch möglich. Zudem gibt es eine deutlich gesteigerte Motorleistung. Der V6 bekommt 29 kW (40 PS) mehr Leistung, der V8 des S 33 kW (45 PS) mehr und die Top-Version „Turbo“ hat einen um 37 kW (50 PS) stärkeren Biturbo-Motor mit 368 kW (500 PS). Der Cayenne Turbo kann auf Wunsch ab Werk auch mit einer Leistungssteigerung auf 397 kW (540 PS) geordert werden. Die Kosten für die Leistungssteigerung beliefen sich im März 2008 auf 15.351 Euro. Der Cayenne GTS verfügt über einen vom Cayenne S abgeleiteten 4,8 Liter großen Saugmotor, leistet 298 kW (405 PS) und bietet ein maximales Drehmoment von 500 Nm.
Zu erkennen ist die überarbeitete Version des Cayenne an neuen Scheinwerfern und LED-Rückleuchten, neuer Front- und Heckverkleidung, neuen Außenspiegeln, neuen Kotflügeln, veränderten Seitenschwellern und einem überarbeiteten Heckspoiler. Der Luftwiderstandsbeiwert wurde um ca. 10 Prozent verringert, was ebenfalls dem Kraftstoffverbrauch zugutekommt.
Im August 2008 kam zudem wieder ein Cayenne Turbo S zurück ins Angebot. Der auf dem Cayenne Turbo basierende Motor leistet bei gleichen Verbrauchswerten dank modifizierter Ansauganlage und Motorelektronik nun 404 kW (550 PS) und erreicht ein maximales Drehmoment von 750 Nm. Zudem war im Turbo S erstmals im Cayenne die Carbon-Keramik-Bremsanlage PCCB erhältlich.
Ab 2009 war der Cayenne erstmals mit einem Dieselmotor lieferbar. Es handelte sich hierbei um den 3,0-Liter-V6-Turbodiesel von VW mit 176 kW (240 PS), 550 Nm und serienmäßiger Tiptronic S. Der Verbrauch liegt im ECE-Fahrzyklus bei 9,3 Liter Diesel auf 100 Kilometer. Dies ist zugleich der erste Dieselmotor in einem Pkw von Porsche.
| Modell          | Hubraum  | Bauart | Leistung                          | max. Drehmoment          | 0–100 km/h | Vmax     | Durchschnittsverbrauch | CO2-Emission |
| --------------- | -------- | ------ | --------------------------------- | ------------------------ | ---------- | -------- | ---------------------- | ------------ |
| Cayenne Diesel  | 2967 cm³ | V6     | 176 kW (240 PS) bei 4000–4400/min | 550 Nm bei 2000–2250/min | 8,3 s      | 214 km/h | 9,3 l/100 km           | 244 g/km     |
| Cayenne         | 3598 cm³ | VR6    | 213 kW (290 PS) bei 6200/min      | 385 Nm bei 3000/min      | 8,1 s      | 227 km/h | 12,9 l/100 km          | 310 g/km     |
| Cayenne S       | 4806 cm³ | V8     | 283 kW (385 PS) bei 6200/min      | 500 Nm bei 3500/min      | 6,6 s      | 252 km/h | 14,9 l/100 km          | 358 g/km     |
| Cayenne GTS     | 4806 cm³ | V8     | 298 kW (405 PS) bei 6500/min      | 500 Nm bei 3500/min      | 6,1 s      | 253 km/h | 15,1 l/100 km          | 361 g/km     |
| Cayenne Turbo   | 4806 cm³ | V8     | 368 kW (500 PS) bei 6000/min      | 700 Nm bei 4500/min      | 5,1 s      | 275 km/h | 14,9 l/100 km          | 358 g/km     |
| Cayenne Turbo S | 4806 cm³ | V8     | 404 kW (550 PS) bei 6000/min      | 750 Nm bei 2250–4500/min | 4,8 s      | 280 km/h | 14,9 l/100 km          | 358 g/km     |

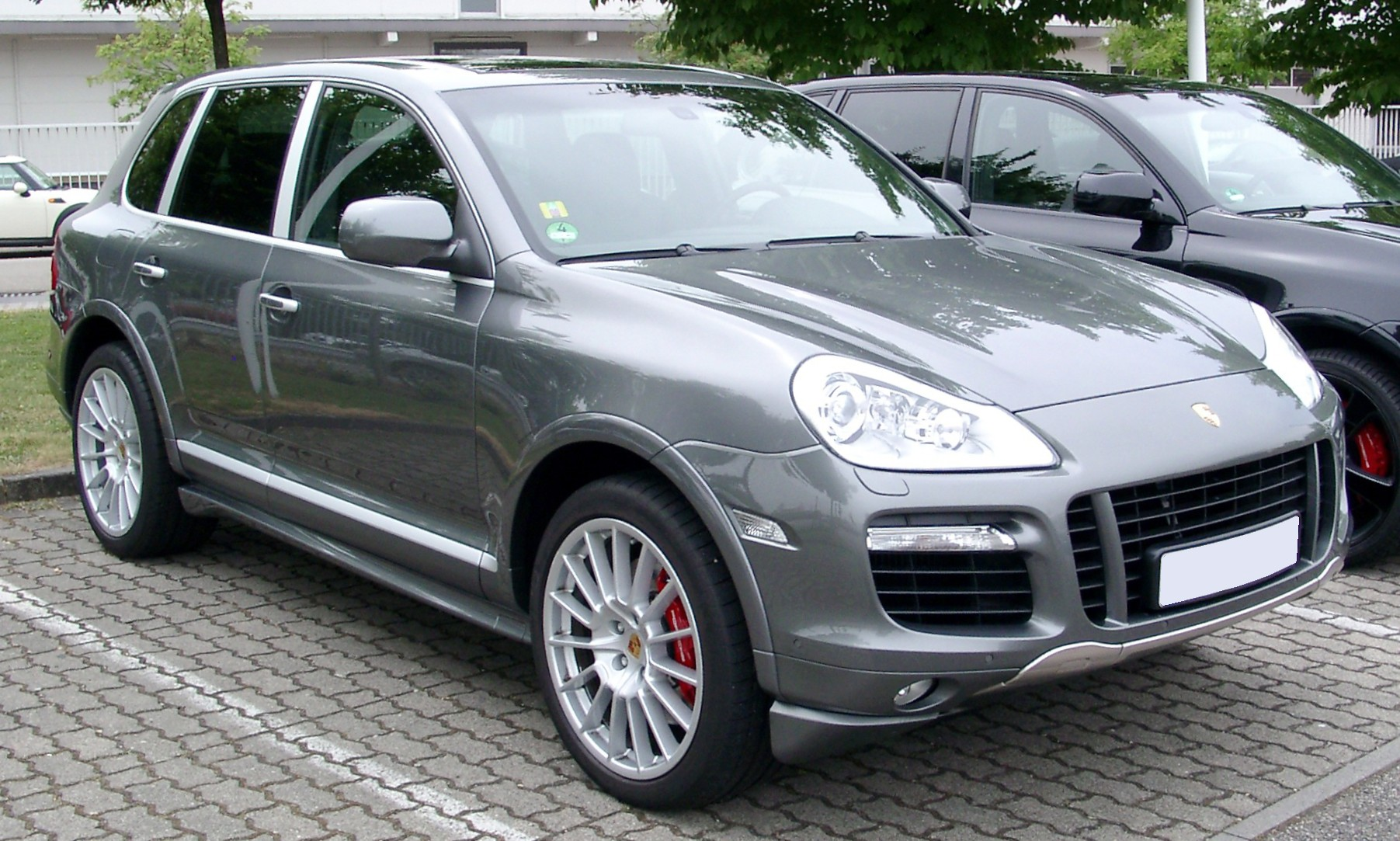
Cayenne Turbo
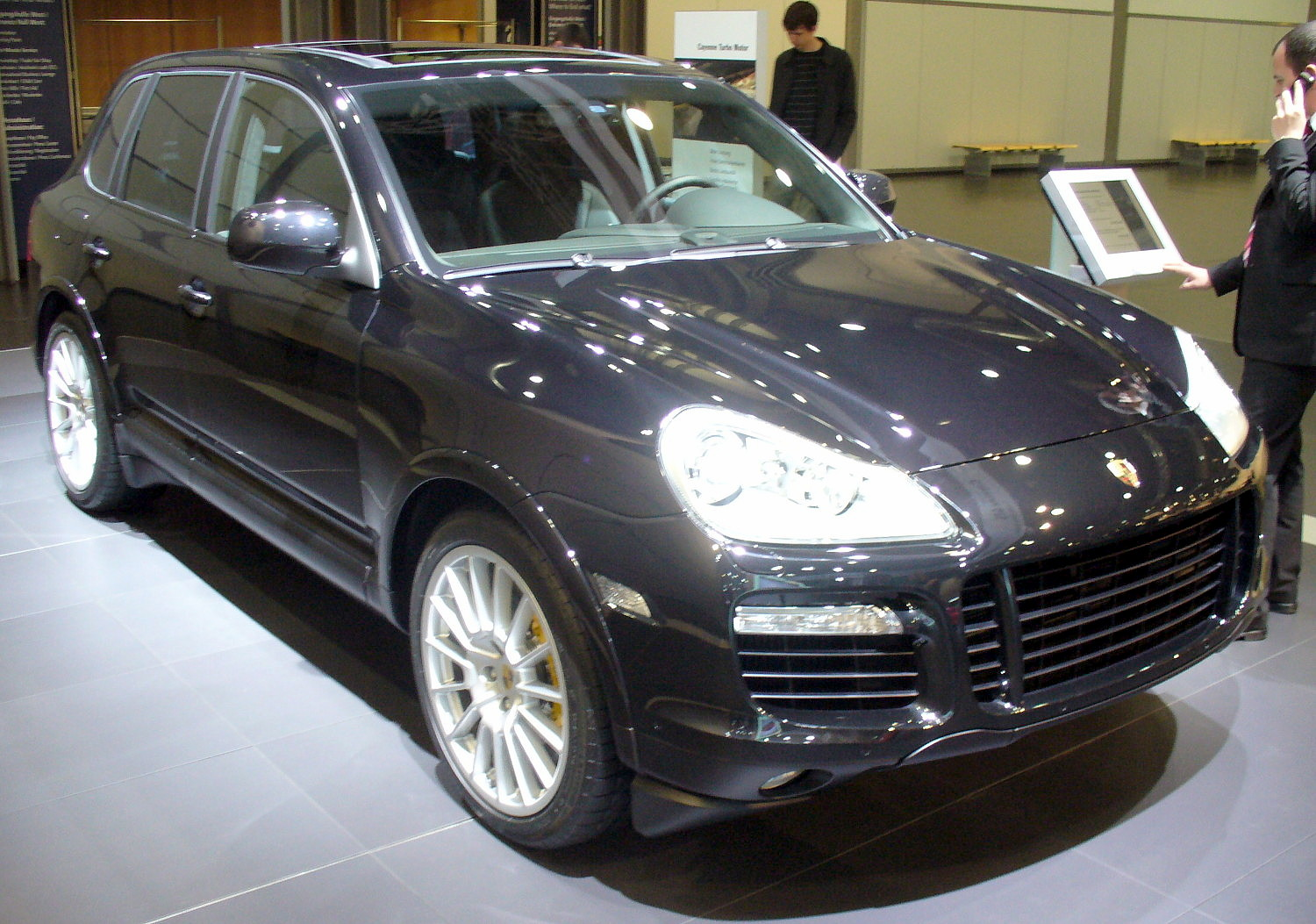
Cayenne Turbo S
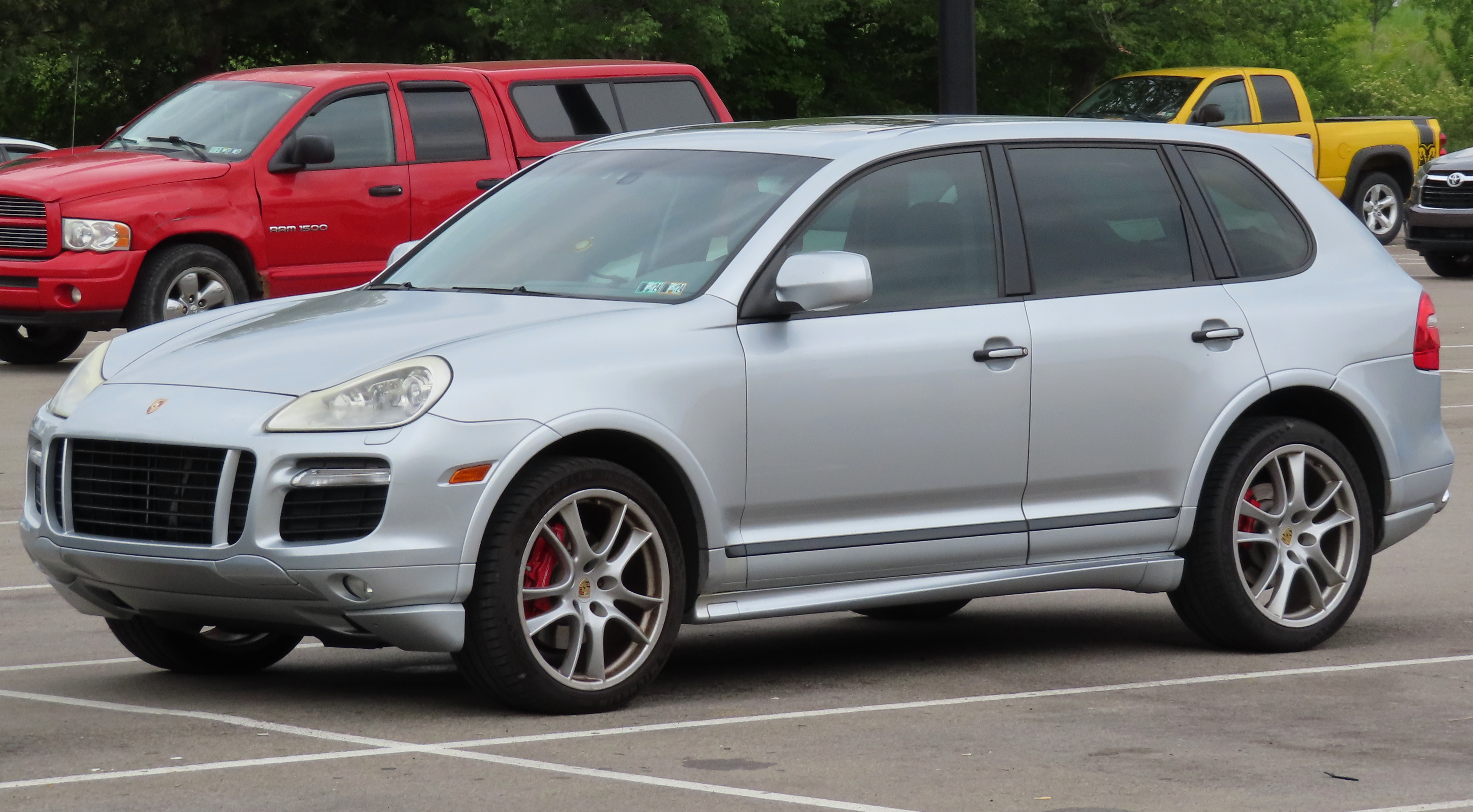
Cayenne GTS

## Absatz- und Produktionszahlen
| Halbjahr  | Absatz (Fahrzeuge) | Gesamtproduktion (Fahrzeuge) |
| --------- | ------------------ | ---------------------------- |
| 2002/2003 | 20.603             | 24.925                       |
| 2003/2004 | 39.913             | 41.149                       |
| 2004/2005 | 41.884             | 41.299                       |
| 2005/2006 | 34.134             | 35.128                       |
| 2006/2007 | 33.943             | 36.169                       |

## Sondermodelle

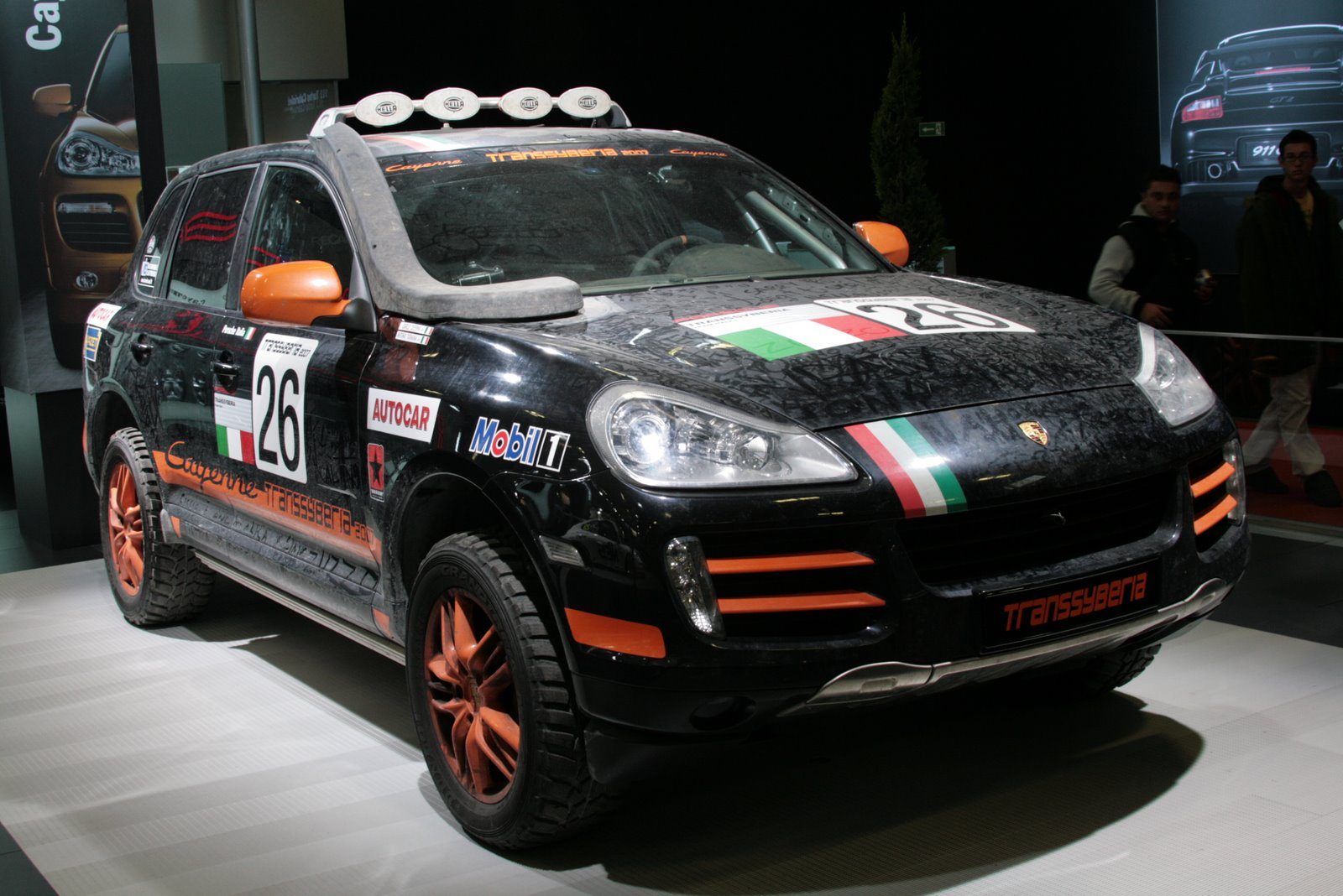
Porsche Cayenne S Transsyberia

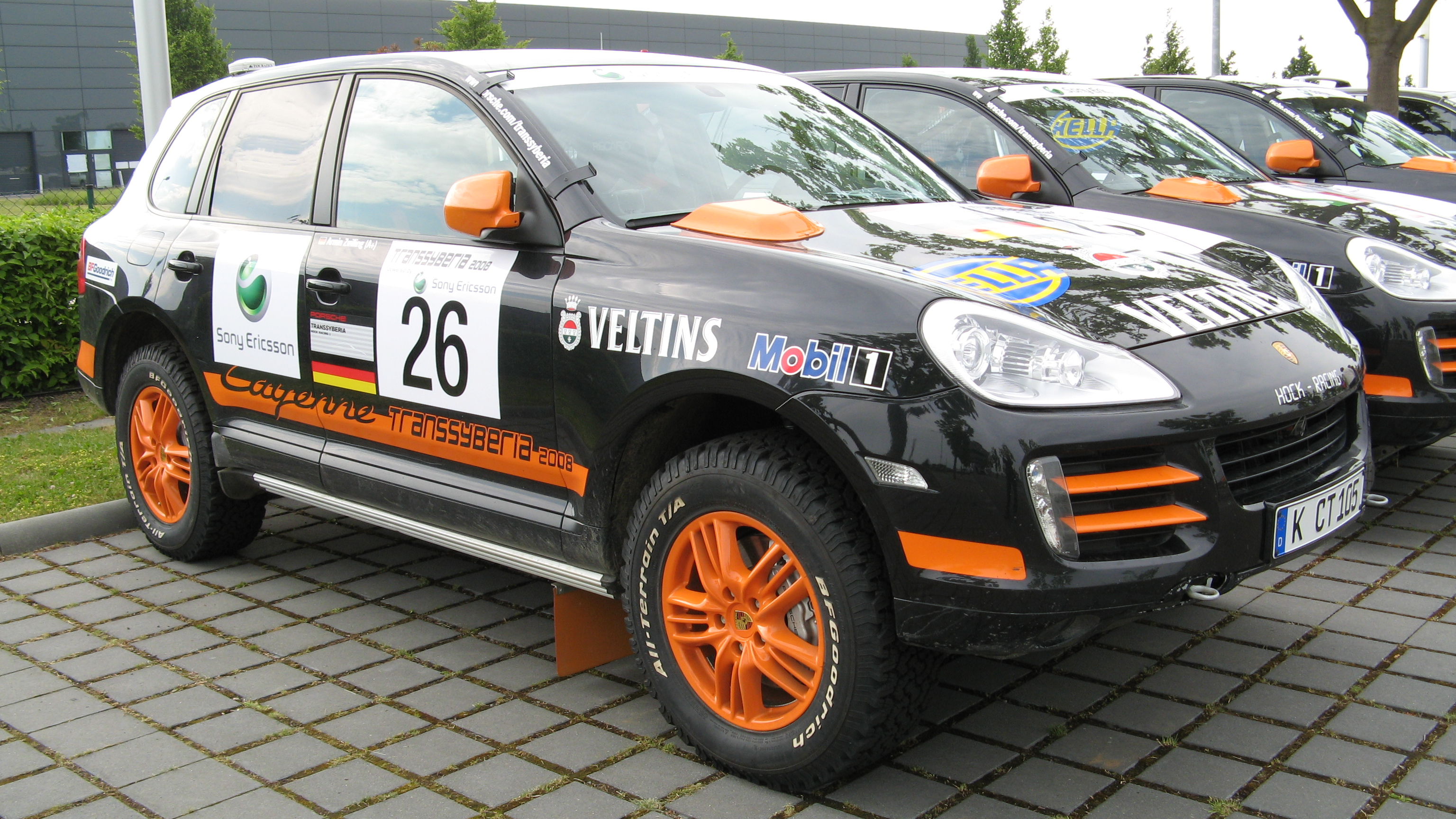
Das Modell Transsyberia 2008

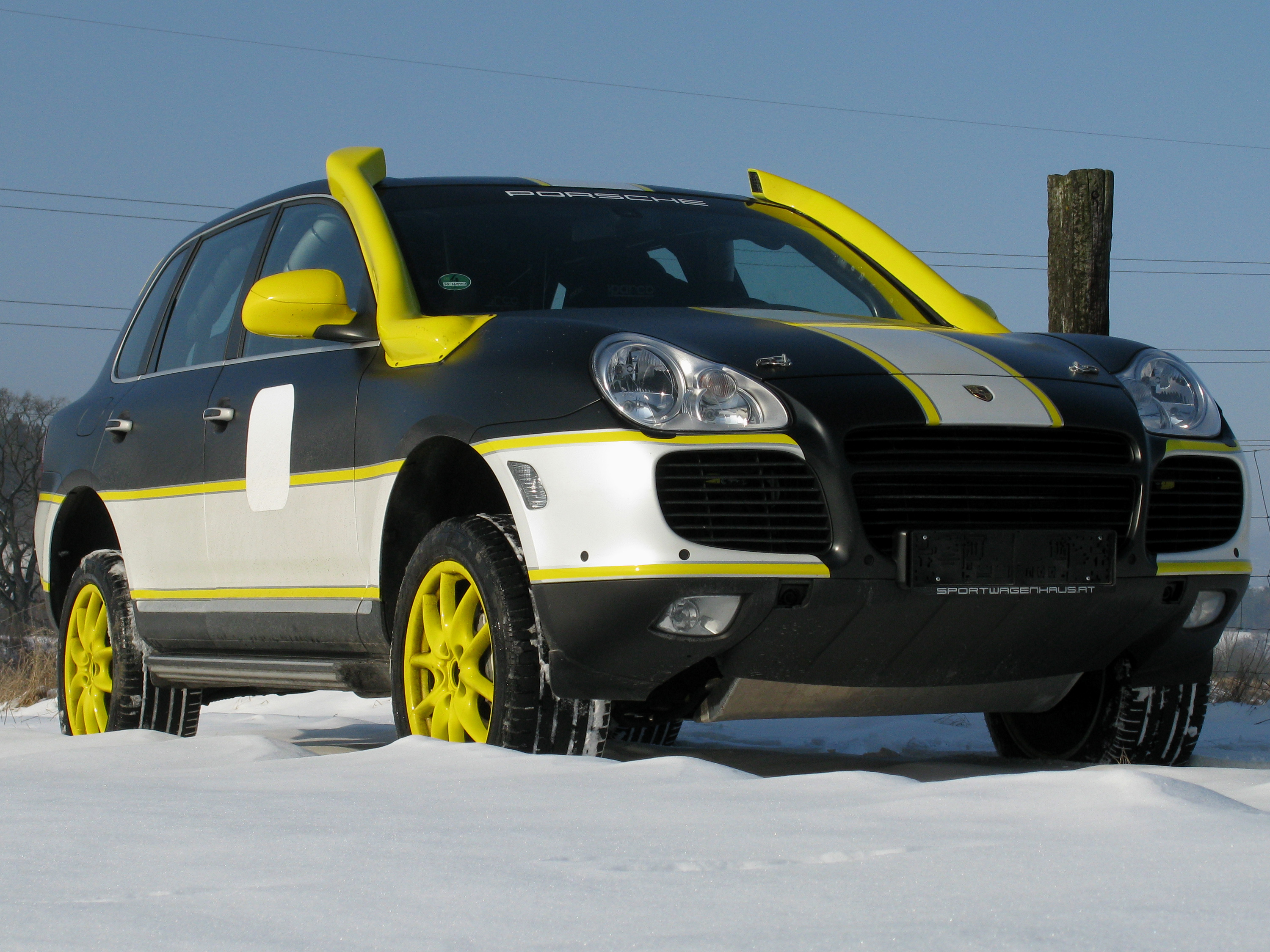
Porsche Cayenne S „Rallye“

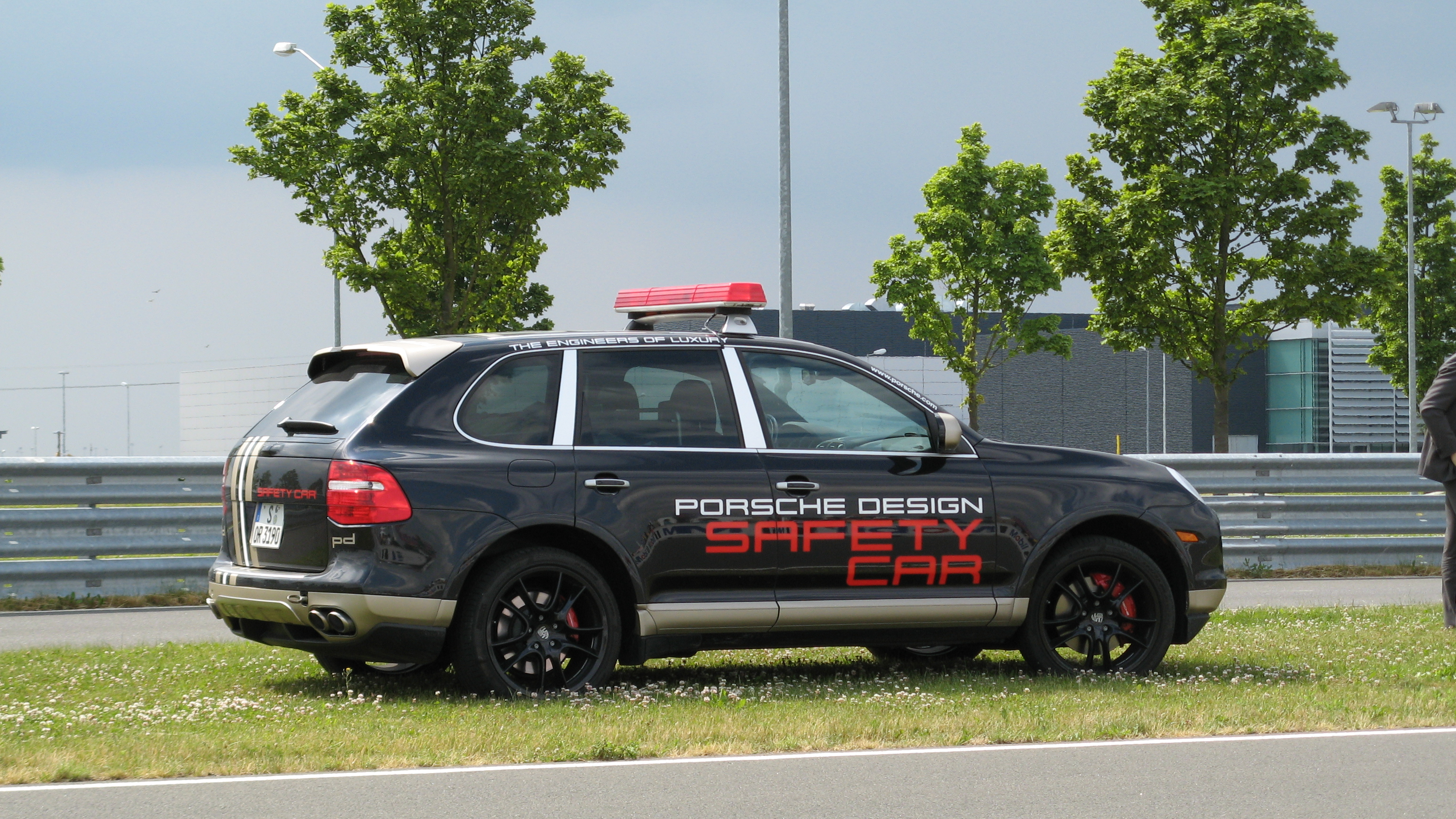
Porsche Cayenne Safety Car

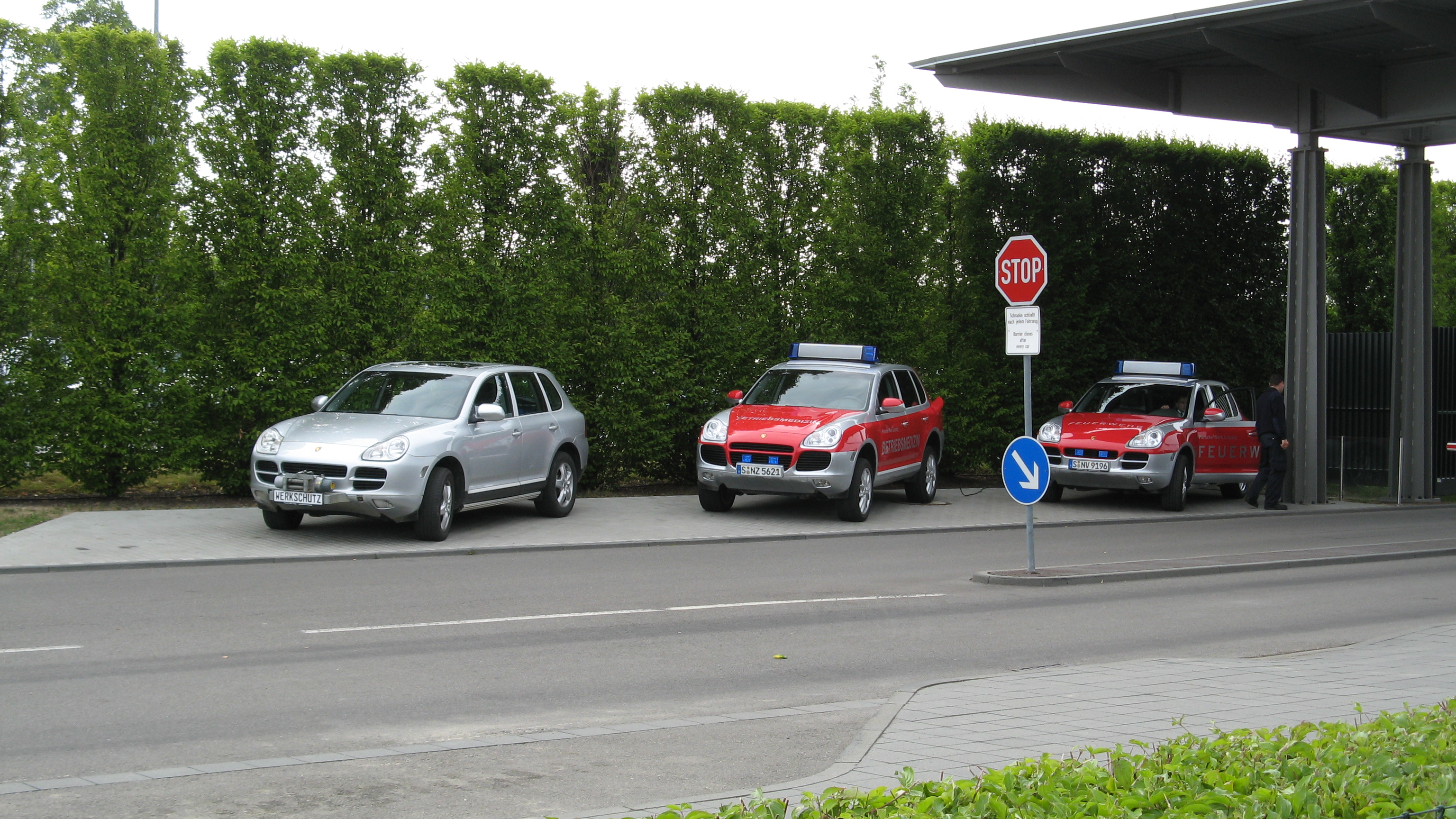
Werkschutz (links), Betriebsmedizin (Mitte) und Werkfeuerwehr (rechts) im Porsche Werk Leipzig

Ausgehend vom Doppelsieg zweier Privatteams bei der Transsyberia Rallye 2006 legte Porsche das Sondermodell Cayenne S Transsyberia 2007 als Kleinserie auf. Insgesamt wurden 26 Stück gebaut. Bei der Transsyberia Rallye 2007 gelang den Porsche-Teams ein Dreifach-Sieg. Unter den ersten 10 Plätzen fuhren sieben Porsche Cayenne. 2008 wurde das Transsyberia-Sondermodell nochmals eingesetzt. In der Rallye des gleichen Jahres belegten diese Fahrzeuge die ersten sechs Plätze.
Zu den wesentlichen Änderungen gegenüber dem Serienmodell zählen unter anderem:
- Erhöhung der Wattiefe auf 75 cm
- Luftansaugung auf Dachhöhe
- Geländereifen
- Einbau eines Sicherheitskäfigs
- Recaro-Schalensitze
- Wegfall von Rücksitzbank, Karosserieverkleidungen und Dämmmaterialien
- Zusatzscheinwerfer auf dem Dach
- Seilwinde
- Handfeststellbremse mit Griff zwischen den Vordersitzen anstelle der Fußfeststellbremse

## Krankenwagen und Spezialfahrzeuge
Speziell für Bulgarien wurde eine Krankenwagen-Version gebaut. 2007 bestellte Bulgarien 32 Wagen dieser Version.
In den Porschewerken setzt Porsche auch speziell ausgerüstete Cayennes als Safety Car, Werkfeuerwehr, Betriebsmedizin und Werkschutz ein.
Auch die Berufsfeuerwehr Stuttgart verfügt über zwei Notarzteinsatzfahrzeuge auf Basis des Cayenne.

## Kritik
In Norwegen wurde der Porsche Cayenne S daher mit einer Zulassungssteuer von über 50.000 Euro belegt. Greenpeace verkleidete 2007 einen Cayenne exemplarisch als „Klimaschwein“ und protestierte damit vor den Porsche-Werkstoren in Stuttgart.